# Ptinidae
Ptinidés
Famille
Les Ptinidae, en français Ptinidés, sont une famille de Coléoptères polyphages de la super-famille des Bostrichoidea, à répartition cosmopolite et regroupant plus de 300 espèces.

## Description

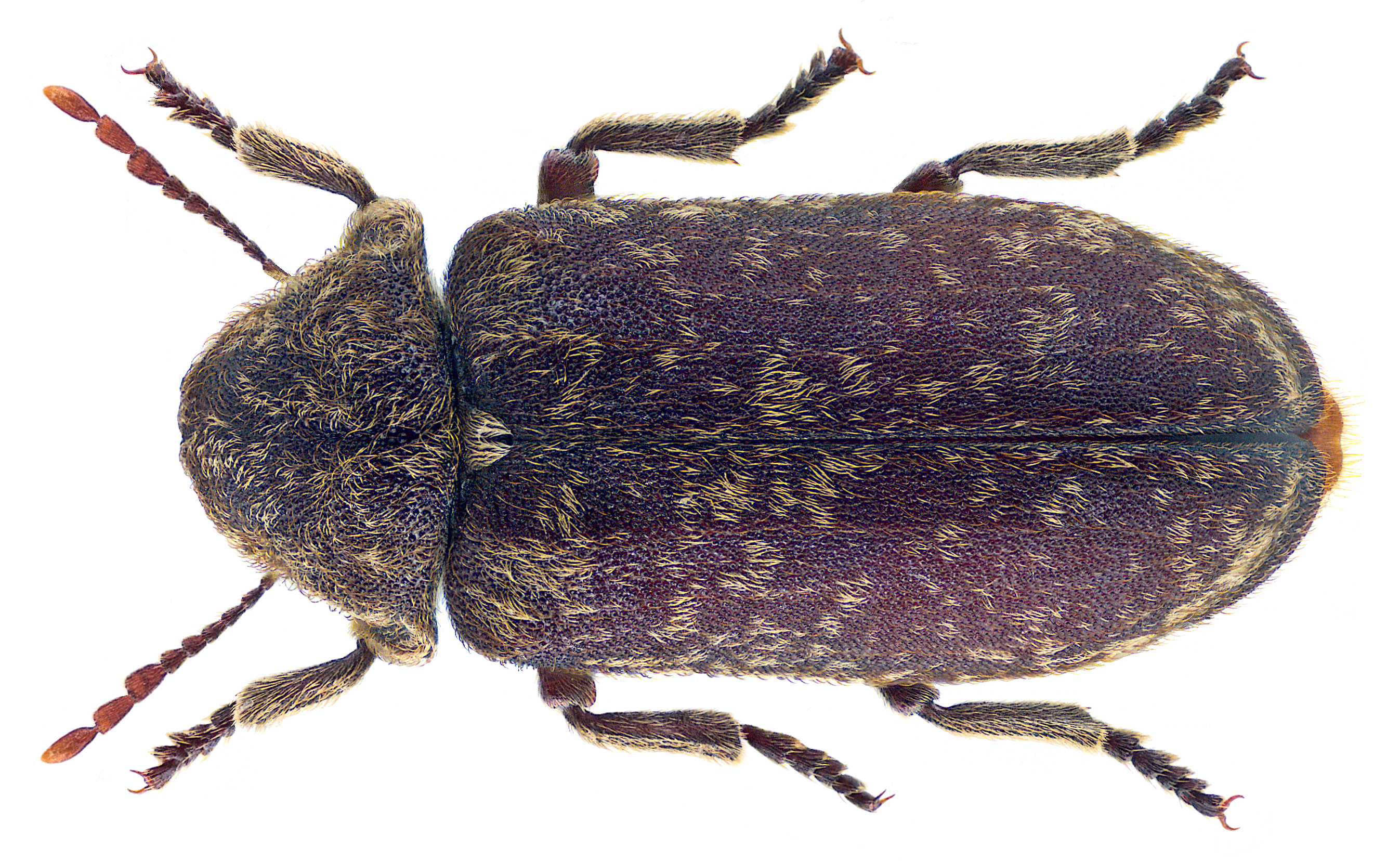
Xestobium rufovillosum, la Grosse vrillette.

La plupart des membres de cette familles passent par le stade de larves xylophages et sont à l'âge adulte de couleur terne et généralement foncée (du marron au noir), d'une longueur de 2 à 9 mm. Ils ont la particularité de « faire le mort » lorsqu'on les touche. Les Ptinidae sont voisins des Bostrychidae et des Lyctidae qui comprennent également de nombreuses espèces xylophages. La tête des Ptinidae est non visible lorsqu'on la regarde de dessus (visible chez les Lyctidae), enchâssée sous le thorax. Les Ptinidae se distinguent des Bostrichidae par des tibias sans éperons apicaux et des hanches postérieures possédant des sillons pour la réception des fémurs.

## Cycle biologique

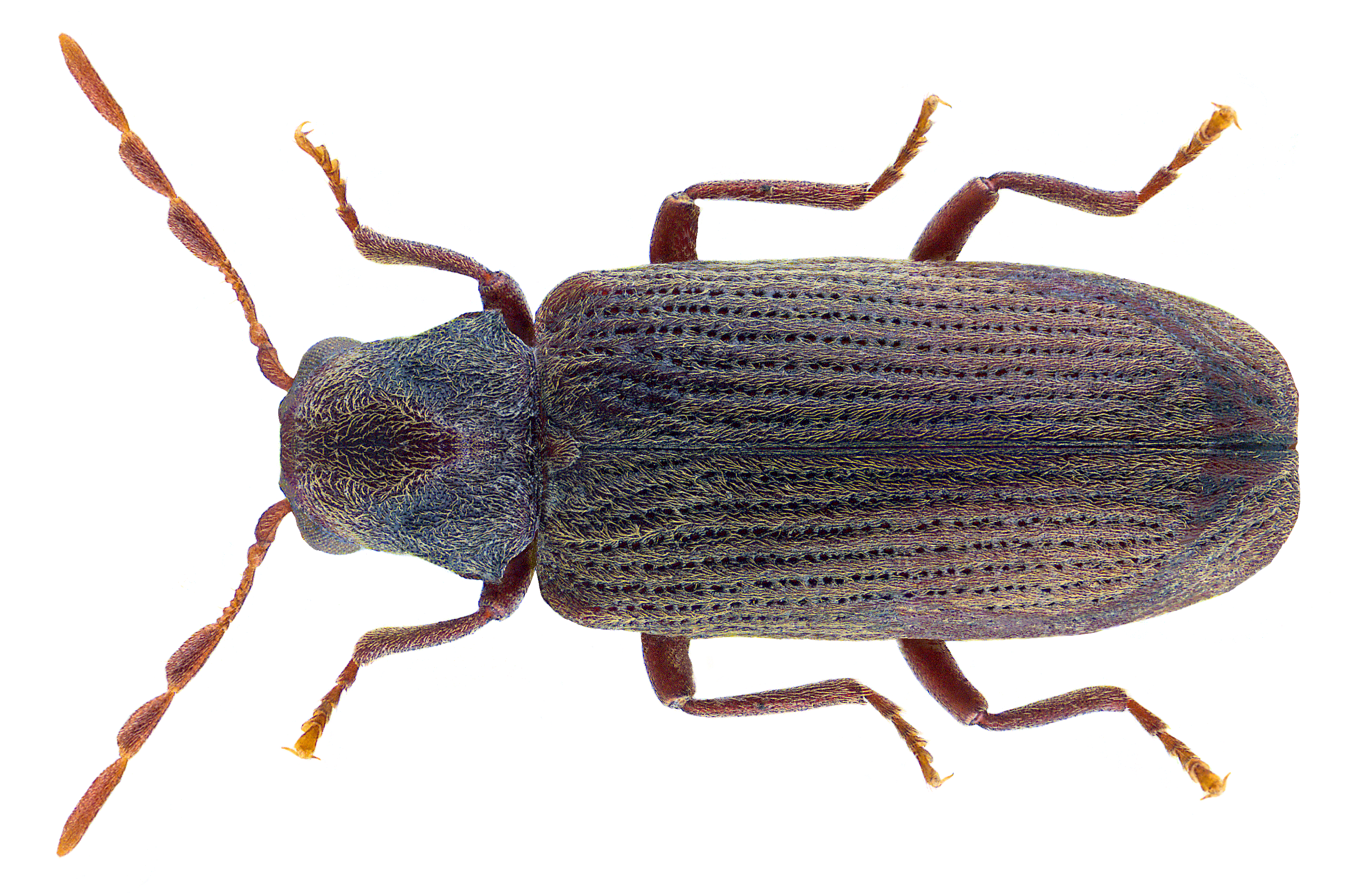
Anobium punctatum, la Petite vrillette.

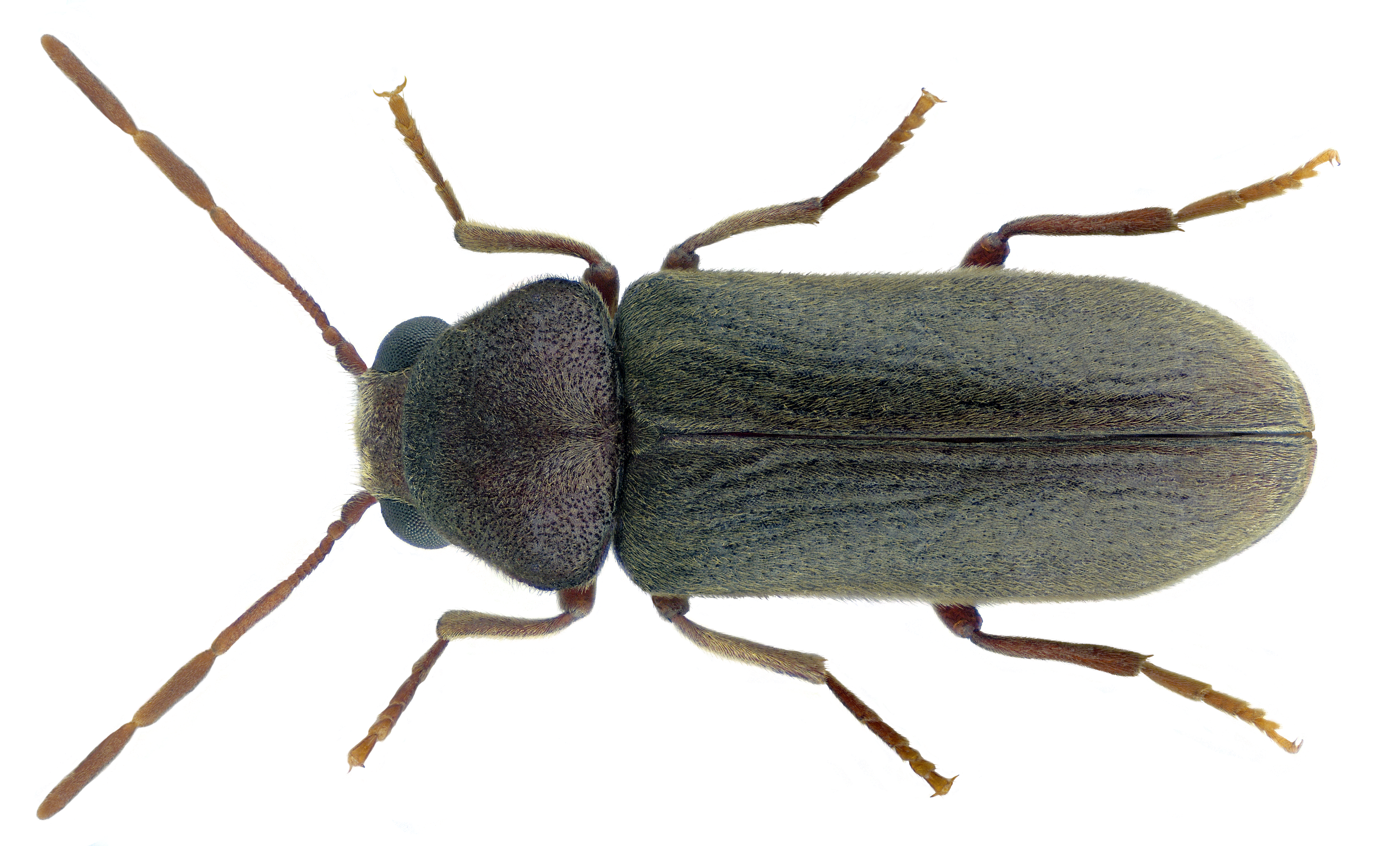
Oligomerus ptilinoides.

Les larves vivent dans les bois morts et peuvent commettre des dégâts en digérant les constituants du bois ouvré (charpentes, meubles, boiseries, objets d'art, etc.). Certaines espèces sont très fréquentes dans les habitations (Anobium punctatum, Oligomerus ptilinoides, Xestobium rufovillosum) et les lieux muséographiques où elles font de sérieux dégâts. Quelques-unes, comme Anobium punctatum, sont anthropophiles. Les adultes ne s'alimentent pas et vivent quelques semaines. Les femelles pondent leurs œufs dans les anfractuosités et les fissures du bois, jamais sur une surface lisse. Les larves créent de nombreuses galeries dans l'épaisseur du bois. La durée du cycle larvaire varie généralement de un à quatre ans, selon les conditions climatiques et le degré d'altération du bois - par exemple, une attaque de champignons lignivores réduit la durée du cycle. L'activité des insectes est repérable grâce aux trous d'envol circulaires de 1 à 4 mm au niveau du bois. Certaines espèces sont d'ailleurs connues sous le nom de « vrillettes » en raison de ces orifices de sortie très circulaires qui font penser à l'action d'une vrille. Ces orifices présentent une sorte de poudre résultant de la digestion du bois par les larves, la vermoulure, dont la forme et la taille peuvent parfois permettre la caractérisation de l'espèce. Ainsi, la vermoulure produite par la Grosse vrillette (Xestobium rufovillosum) est caractéristique : chaque grain présente une forme de lentille de 1 mm de diamètre environ. Les espèces les plus dangereuses pour les bois mis en œuvre et les bois ouvrés sont Anobium punctatum, Xestobium rufovillosum, Oligomerus ptilinoides et Nicobium castaneum.

## Répartition
Cette famille a une répartition cosmopolite et regroupe plus de 300 espèces.

## Systématique
La famille des Ptinidae est décrite en 1802 par l'entomologiste français Pierre-André Latreille, pour le genre type Ptinus. Les Ptinidae se divisent en douze sous-familles. Un certain nombre de genres de cette famille ont été auparavant classé dans la famille des Anobiidae.
Ptinidae a pour synonymes :
- Anobiumedae
- Ectrephidae
  - Eucnemis antiquatus Wickham, 1914
- Gnostidae

## Liste des genres
Selon BioLib (25 juin 2022) :
- sous-famille des Alvarenganiellinae Viana & Martínez, 1971
- sous-famille des Anobiinae Fleming, 1821
  - Actenobius Fall, 1905
  - Anobiopsis Fall, 1905
  - Anobium Fabricius, 1775
  - Cacotemnus LeConte, 1861
  - Colposternus Fall, 1905
  - Ctenobium LeConte, 1865
  - Desmatogaster Knutson, 1963
  - Euceratocerus LeConte, 1874
  - Falsogastrallus Pic, 1914
  - Gastrallus Jacquelin du Val, 1860
  - Hadrobregmus C. G. Thomson, 1859
  - Hemicoelus Leconte, 1861
  - Microbregma Seidlitz, 1889
  - Nanodesma Zahradník, 2019
  - Nicobium Leconte, 1861
  - Oligomerus L. Redtenbacher, 1849
  - Platybregmus Fisher, 1934
  - Priartobium Reitter, 1901
  - Priobium Motschulsky, 1845
  - Ptilinobium White, 1976
  - Stegobium Motschulsky, 1860
  - Tasmanobium Lea, 1924
  - Trichodesma LeConte, 1861
  - Xeranobium Fall, 1905
  - Gastralanobium Wickham, 1914 †
- sous-famille des Dorcatominae C.G. Thomson, 1859
  - Anitys C.G. Thomson, 1863
  - Byrrhodes LeConte, 1878
  - Caenocara C.G. Thomson, 1859 - pufball beetles
  - Calymmaderus Solier in Gay, 1849
  - Dorcatoma Herbst, 1792
  - Methemus Broun, 1882
  - Mirosternomorphus Español, 1977
  - Mirosternus Sharp, 1881
  - Mizodorcatoma Hayashi, 1955
  - Mysticephala Ford, 1970
  - Petalium LeConte, 1861
  - Sculptotheca Schilsky, 1900
  - Serianotus Ford, 1970
  - Stagetomorphus Pic, 1914
  - Stagetus Wollaston, 1861
  - Stichoptychus Fall, 1905
  - Striatheca White, 1973
  - Synanobium Schilsky, 1898
  - Venablesia Britton, 1960 †
- sous-famille des Dryophilinae Gistel, 1848
  - tribu des Dryophilini Gistel, 1848
    - Dryophilodes Blackburn, 1891
    - Dryophilus Chevrolat, 1832
    - Grynobius Thomson, 1859
    - Homophthalmus Abeille de Perrin, 1875
    - Neodryophilus Español & Belles, 1981
    - Pseudodryophilus Heyden, 1891

  - tribu des Ptilineurini Böving, 1927
    - Ptilineurus Reitter, 1902
- sous-famille des Ernobiinae Pic, 1912
  - Episernomorphus Roubal, 1917
  - Episernus C.G. Thomson, 1863
  - Ernobius C.G. Thomson, 1859
  - Microzogus Fall, 1905
  - Ochina Dejean, 1821
  - Ozognathus LeConte, 1861
  - Pachoteloides Viñolas & Honour, 2017
  - Utobium Fall, 1905
  - Xarifa Fall, 1905
  - Xestobium Motschulsky, 1845
- sous-famille des Eucradinae LeConte, 1861
  - tribu des Eucradini LeConte, 1861
    - Eucrada LeConte, 1861

  - tribu des Hedobiini Mulsant & Rey, 1868
    - Anhedobia Nakane, 1963
    - Clada Pascoe, 1887
    - Hedobia Dejean, 1821
    - Neohedobia Fisher, 1919
    - Ptinomorphus Mulsant & Rey, 1868
- sous-famille des Fabiinae
  - Fabrasia Martinez & Viana, 1965
- sous-famille des Gibbiinae J. de Val, 1860
  - tribu des Gibbiini Jacquelin du Val, 1860
    - Gibbium Scopoli, 1777
    - Sulcatogibbium Bellés, 1986

  - tribu des Meziini Bellés, 1985
    - Costatomezium Pic, 1950
    - Damarus Péringuey, 1886
    - Lepimedozium Bellés, 1984
    - Meziomorphum Pic, 1898
    - Mezium Curtis, 1828
    - Pseudomezium Pic, 1897
    - Stethomezium Hinton, 1943
- sous-famille des Mesocoelopodinae Mulsant & Rey, 1864
  - tribu des Mesocoelopodini Mulsant & Rey, 1864
    - Deltocryptus Lea, 1924
    - Secretipes Lea, 1924

  - tribu des Tricorynini White, 1971
  - Mesocoelopus Jacquelin du Val, 1860
  - Mesothes Mulsant & Rey, 1864
  - Rhamna Peyerimhoff de Fontenelle, 1913
  - Stromatanobium Viñolas, 2014
  - Tricorynus Waterhouse, 1849
- sous-famille des Ptilininae Shuckard, 1840
  - Plumilus White, 1974
  - Ptilinus Geoffroy, 1764
  - Yunnanobium Espanol, 1965
- sous-famille des Ptininae Latreille, 1802
  - tribu des Ectrephini Wasmann, 1894
    - Diphobia Olliff, 1886
    - Diplocotes Westwood, 1869
    - Ectrephes Pascoe, 1866
    - Enasiba Olliff, 1886
    - Hexaplocotes Lea, 1906
    - Paussoptinus Lea, 1905
    - Polyplocotes Westwood, 1869

  - tribu des Gnostini
    - Gnostus Westwood, 1855
    - Electrognostus Philips & Mynhardt, 2011 †

  - tribu des Ptinini Latreille, 1802
    - Acanthaptinus Philips, 2005
    - Africogenius Borowski, 2000
    - Bellesus Özdikmen, 2010
    - Bruchoptinus Reitter, 1884
    - Casapus Wollaston, 1862
    - Cavoptinus Pic, 1931
    - Chilenogenius Pic, 1947
    - Cordielytrum Philips, 2020
    - Cryptopeniculus Philips in Philips & Foster, 2004
    - Cylindroptinus Pic, 1910
    - Cyphoniptus Bellés, 1992
    - Dignomus Wollaston, 1862
    - Diplocotidus Péringuey, 1899
    - Eurostodes Reitter, 1884
    - Eurostoptinus Pic, 1895
    - Hanumanus Bellés, 1991
    - Kedirinus Bellés, 1991
    - Lapidoniptus Bellés, 1981
    - Luzonoptinus Pic, 1923
    - Maheoptinus Pic, 1903
    - Myrmecoptinus Wasmann, 1916
    - Niptinus Fall, 1905
    - Niptodes Reitter, 1884
    - Niptomezium Pic, 1902
    - Niptus Boieldieu, 1856
    - Oviedinus Bellés, 2010
    - Paulianoptinus Bellés, 1991
    - Piarus Wollaston, 1862
    - Prosternoptinus Bellés, 1985
    - Pseudeurostus Heyden, 1906
    - Pseudoptinus Reitter, 1884
    - Ptinus Linnaeus, 1766
    - Silisoptinus Pic, 1917
    - Singularivultus Bellés, 1991
    - Sulcoptinus Bellés, 1988
    - Tipnus C.G. Thomson, 1859
    - Trigonogenioptinus Pic, 1937
    - Trigonogenius Solier in Gay, 1849
    - Tropicoptinus Bellés, 1998
    - Trymolophus Bellés, 1990
    - Xylodes Waterhouse, 1876
    - Dignoptinus Alekseev, Bukejs & Belles, 2019 †
    - Okamninus Mynhardt & Philips, 2013 †
    - Sucinoptinus Bellés & Vitali, 2007 †

  - tribu des Sphaericini Bellés, 1982
    - Lachnoniptus Philips, 1998
    - Neoptinus Gahan, 1900
    - Pitnus Gorhan, 1883
    - Sphaericus Wollaston, 1854
    - Stereocaulophilus Bellés, 1994

  - Coleoaethes Philips, 1998
- sous-famille des Xyletininae Gistel, 1856
  - tribu des Lasiodermini Böving, 1927
    - Lasioderma Stephens, 1835
    - Megorama Fall, 1905

  - tribu des Metholcini Zahradník, 2009
    - Metholcus Jacquelin du Val, 1860

  - tribu des Xyletinini Gistel, 1848
    - Euvrilletta Fall, 1905
    - Vrilletta LeConte, 1874
    - Xyletinus Latreille, 1809
    - Xyletomerus Fall, 1905
    - Xyletinites Heyden & Heyden, 1866 †

  - Deroptilinus Lea, 1924
  - Leanobium Español, 1972
  - Paraxyletinus Español, 1972
  - Pronus Lea, 1923
  - Pseudolasioderma Logvinovskij, 1978
  - Pseudoptilinus Leiler, 1969
  - Trachelobrachys Gemminger, 1870
- Leioptinus Wasmann, 1928 inc.sed.

Selon GBIF (25 juin 2022) :
- Acanthaptinus Philips, 2005
- Africogenius Borowski, 2000
- Afropetalium Español, 1964
- Alvarenganiella Viana & Martinez, 1971
- Anabius Billberg, 1820
- Anakania Pic, 1901
- Anhedobia Nakane, 1963
- Anisotheca Español, 1970
- Anitys Thomson, 1863
- Anomodesmina Español, 1992
- Ascutotheca Lesne, 1911
- Australanobium Español, 1976
- Bellesus Özdikmen, 2010
- Blairinus Español, 1987
- Bythostethus Español, 1968
- Cacotemnus LeConte, 1861
- Caenotylistus Sakai, 1987
- Cavoptinus Pic, 1931
- Cerocosmus Gemminger, 1873
- Ceroptilinus Español, 1972
- Chilenogenius Pic, 1950
- Chondrotheca Lesne, 1910
- Coleoaethes Philips, 1998
- Cordielytrum Philips, 2020
- Costatomezium Pic, 1950
- Cretasernus Peris & Philips, 2019
- Cryptopeniculus Philips, 2004
- Cylindroptinus Pic, 1910
- Cyphoniptus Bellés, 1992
- Damarodytes Español, 1968
- Damarus Péringuey, 1899
- Deltocryptus Lea, 1924
- Deroptilinus Lea, 1924
- Dignomorphus Borowski, 2009
- Dignomus Wollaston, 1862
- Dignoptinus Alekseev, Bukejs & Bellés, 2019
- Dimorphotheca Español, 1977
- Diphobia Olliff, 1886
- Diplocotes Westwood, 1869
- Diplocotidus Péringuey, 1899
- Dorcatomiella Blair, 1935
- Dryophilastes Español & Viñolas, 1995
- Dryophilodes Blackburn, 1891
- Ectrephes Pascoe, 1866
- Electrognostus Philips & Mynhardt, 2011
- Enasiba Olliff, 1886
- Endroedyina Español & Comas, 1992
- Epauloecus Mulsant & Rey, 1868
- Eurostoptinus Pic, 1895
- Eurrilletta Fall, 1905
- Eutaphroptinus Borowski, 2009
- Exopetalium Español, 1963
- Fabrasia
- Fallanobium Español & Viñolas, 1996
- Falsopetalium Pic, 1948
- Falsostagetus Viñolas & Masó, 2008
- Fauvelinus Español, 1977
- Gastrallanobium Wickham, 1914
- Gibbium Scopoli, 1777
- Gibboxyletinus Pic, 1901
- Gnostus Westwood, 1855
- Gynopterus Mulsant & Rey, 1868
- Hadrotinus White, 1973
- Hanumanus Bellés, 1991
- Hedobia Latreille, 1829
- Helenomorphus Español & Comas, 1992
- Helenoxylon Español, 1972
- Hemigastrallus Español & Comas, 1992
- Hemimesothes Español, 1968
- Hexaplocotes Lea, 1906
- Hisamatsua Sakai, 1977
- Homophthalmus Abeille de Perrin, 1875
- Hyperisus Mulsant & Rey, 1863
- Indanobium
- Kedirinus Bellés, 1991
- Lachnoniptus Philip, 1998
- Lasiodermina Español, 1970
- Leanobium Español, 1972
- Leioptinus Wasmann, 1928
- Lepimedozium Bellés, 1984
- Leptanobium Español & Comas, 1988
- Leptobia Fauvel, 1907
- Lesnerina Español, 1992
- Luzonoptinus Pic, 1923
- Macranobium Broun, 1886
- Macrodorcatoma Pic, 1937
- Magnanobium Pic, 1926
- Maheoptinus Pic, 1903
- Masatierrum Pic, 1924
- Mesothes Mulsant & Rey, 1864
- Metadorcatoma Scott, 1924
- Metatheca Scott, 1924
- Methemus Broun, 1882
- Metholcus Jacquelin du Val, 1860
- Meziomorphum Pic, 1898
- Mezium Curtis, 1828
- Microcoelopus Toskina, 1998
- Microernobius Pic, 1951
- Microthaptor Pic, 1922
- Microxyletinus Pic, 1923
- Mimogastrallus Sakai, 2003
- Mimotrypopithia Pic, 1931
- Mimotrypopitys Pic, 1931
- Mizodorcatoma Hayashi, 1955
- Molinernobius Molino-Olmedo, 2017
- Myrmecoptinus Wasmann, 1916
- Mysticephala Ford, 1970
- Namiboxylon Español & Comas, 1992
- Neobyrrhodes Español, 1977
- Neoligomerus Español, 1981
- Neoptinus Gahan, 1900
- Neoxyletinus Español, 1983
- Neoxyletomerus Toskina, 2000
- Nepalanobium Sakai, 1983
- Nesocoelopus Español, 1977
- Nesopetalium Español, 1972
- Nesotheca Scott, 1924
- Niptinus Fall, 1905
- Niptomezium Pic, 1902
- Niptus Boieldieu, 1856
- Notaferrum Gearner & Philips, 2021
- Ochina Stephens, 1830
- Ochina Sturm, 1826
- Ogmostethus Español, 1969
- Okamninus Mynhardt & Philips, 2013
- Oviedinus Bellés, 2010
- Pachotelus Solier, 1849
- Parapetalium Vinolas, 1998
- Paratheca Scott, 1924
- Parobius White, 1966
- Paroligomerus Logvinovskij, 1979
- Paulianoptinus Bellés, 1991
- Paussoptinus Lea, 1905
- Peritheca Logvinovskij, 1978
- Petalanobium Pic, 1922
- Phanerochila Fleutiaux, 1896
- Picatoma Lepesme, 1947
- Pitnus Gorham, 1883
- Plananobius Pic, 1903
- Pocapharaptinus Philips & Akotsen, 2009
- Polyplocotes Westwood, 1869
- Priartobium Reitter, 1901
- Pronus Lea, 1923
- Prosternoptinus Bellés, 1985
- Pseudeurostus Heyden, 1906
- Pseudodorcatoma Pic, 1905
- Pseudodryophilus Heyden, 1891
- Pseudolasioderma Logvinovskij, 1978
- Pseudoligomerus Pic, 1935
- Pseudomesothes Español, 1968
- Pseudomezium Pic, 1897
- Pseudopronus Español, 1982
- Pseudoptilinus Leiler, 1963
- Pseudoserranobium Toskina, 2000
- Ptilinastes Lesne, 1913
- Ptilinomorphus Español, 1965
- Ptilinus Müller, 1764
- Ptilonomorphus Español, 1965
- Ptinus Linnaeus, 1767
- Santiagonus Bruch, 1930
- Santiagonus Pic, 1903
- Scottanobium Español, 1992
- Secretipes Lea, 1924
- Serianotus Ford, 1970
- Serranobium White, 1975
- Silisoptinus Pic, 1917
- Singularivultus Bellés, 1991
- Sivanobium Español, 1982
- Sphaericus Wollaston, 1854
- Sphinditeles Broun, 1881
- Stagetodes Español, 1970
- Stagetomorphus Pic, 1914
- Stichoptychus Fall, 1905
- Stictoptychus Fall, 1905
- Stromatanobium Viñolas, 2014
- Sucinoptinus Bellés & Vitali, 2007
- Sulcoptinus Bellés, 1988
- Tasmanobium Lea, 1924
- Tipnus C.G.Thomson, 1859
- Trachalys White, 1974
- Trichobiopsis White, 1973
- Trichodesmina Español, 1982
- Trigonogenioptinus Pic, 1937
- Trigonogenius Solier, 1849
- Trymolophus Bellés, 1990
- Tuberernobius Zahradník & Háva, 2014
- Venablesia Britton, 1960
- Xenocotylus Whorrall & Philips, 2020
- Xylasia Zahradník & Háva, 2014
- Xyletinastes Español, 1966
- Xyletinastidius Español & Comas, 1992
- Xyletineurus Español, 1970
- Xyletinites Heyden, 1866
- Xyletinodes Español, 1983
- Xyletinomorphus Pic, 1923
- Xylodes Waterhouse, 1876
- Yunnanobium Español, 1965